# Bregninge Kirke (Ærø)
 For alternative betydninger, se Bregninge Kirke. (Se også artikler, som begynder med Bregninge Kirke)
Bregninge Kirke, Bregninge, Ærø, er oprindeligt en romansk kirke fra 1200-tallet med gotiske hvælvinger indbygget sidst i 1400-tallet.
Kor og skib er opført i romansk tid af rå og kløvet kampsten over skråkantsokkel med tilhugne hjørnekvadre. Norddøren og et par oprindelige vinduer spores i murværket. Man kan stadig se den tilmurede kvindedør, der indvendig danner en niche for en kristusfigur. Syddøren er udvidet. Tårn og våbenhus er tilføjet i sengotisk tid omkring 1500, våbenhuset har blændingsgavl af den fynske type. I samme periode blev kirkerummets flade, romanske kirkeloft erstattet med de nuværende gotiske hvælvinger.
Bregninge Præstegård er opført 1870 og består af 3 fritliggende længer opført i grundmur og med røde halvvalmede tegltage. Stuehuset er i røde sten og med bånd og andre murede detaljer i gule sten. Udlængerne i røde sten og med detaljer i gule sten. Stuehusets hoveddør er en smuk tofløjet revledør.
Kirkegården i det sydøstlige hjørne af kirkegården ligger kapellet med en elektrisk belyst glasmosaik udført 1973 af Sven Havsteen-Mikkelsen og glarmester Mogens Frese. Motivet er Kvinderne ved graven.
Kirkegårdens ringmur, bygget af utilhuggede markkampesten var oprindelig fra middelalderen, men er efterhånden blevet fornyet. 1955 blev der sat nye piller og låger op ved kirkegårdens hovedindgang. Ved kirkegårdens nordlige portdør færdes man over en gammel kreaturrist, som i gamle dage skulle forhindre løsgående husdyr i at komme ind på kirkegården.
Tårnets gotiske spir er tækket med egetræsspåner og er præget af de slesvig-holstenske spir.
Oprindeligt var der ved vindeltrappen, der fører op til de to tårnklokker, en indvendig dør ind til kirkerummets sydvæg. Senere blev døren muret til, og man lavede den nuværende udvendige døråbning.
Tårnuret er fra 1711 og konstrueret af Ahrendt Urmager, Ærøskøbing. Uret drives af to store kampstenslodder, som er ophængt i taljer og skal trækkes op èn gang i døgnet. I løbet af 24 timer sænker hvert lod sig i en bane på 12 meter.
Kirkeklokkerne er fra 1677 og 1678 og er støbt i Husum i det nuværende Sydslesvig. Den store klokkes latinske tekst oversat til dansk:
Ære være Gud i det høje
Claus Asmusen gjorde mig i Husum år 1677. Da krigsmalmet tordnede i fjendtlige lejre, støbtes jeg til at tjene ved at sammenkalde et helligt folk, thi i året 1677 lod til Guds ære og kirkens gavn Hans Torsen kirkens præst og denne samt de øvrige ærøske kirkes provst den malmklokke støbe. På begge klokker ses et billede af af den korsfæstede Kristus og Maria ved korsets fod.

## Kalkmalerierne
De sengotiske kalkmalerier er fra ca. 1510 (bl.a. Jesu lidelseshistorie og Johannes Døberens liv er afdækket fra 1915-1922 og sidst restaureret i 1956 af Egmont Lind. Ved genrestaueringen er kun de fundne linjer og farver genoptrukket. På kirkens nordlige hvælv ses narrehovedet fra 1513. I narrens mund er et hul, hvorigennen der var trukket et reb op til en messeklokke, der hang i et lille spir på kirketaget. Det var og er en katolsk skik at ringe med messeklokkerne, når nadverordene fremsiges og brødet bliver til Jesu legeme.
På kirkeskibets hvælvinger ses mod vest apostlen Andreas, mod syd en kirkeværge og apostlen Thomas og mod nord en kirkeværge og en profet. Kalkmalerierne i koret er fra ca. 1520. Over døbefonten ses Jomfru Maria med Jesu døde legeme i sit skød. På nordmuren i koret ses en serie med otte billeder, der skildrer Johannes Døberens liv. På korets sydmur ses billeder fra Jesu lidelseshistorie. På korhvælvingens østlige del ses Jesus Kristus, som kommer på den yderste dag for at oprette Guds rige og foretage verdensdommen.

## Altertavlen og alterbordet
Den trefløjede altertavle fra ca. 1530, lige før reformationen, er udført af Claus Berg på hans værksted i Odense. Altertavlens midterfelt viser Jesu korsfæstelse på Golgata. I altertavlens sidefløje er der 16 figurer, som forestiller forskellige helgener. 1974 blev altertavlen restaureret, og den gamle katolske skik at lukke sidefløjene ind over midterfeltet i fastetiden før påsken blev genindført. Sidefløjenes bagsiders fire malerier, der er udført af en ukendt maler fra Donau-skolen, skildrer Jesu lidelseshistorie.
Alterbordet har to gamle og to nye lysestager. Det røde antependium og gulvtæppet foran alterbordet er fra 1964. Gulvtæppet er tegnet af førstelærer Frode Lund, tæppet er udført af kvinder i Bregninge sogn, og smedejernsgitteret langs knæfaldet er fra 1702.
- Kirkerummet
- Kristi himmelfart
- Kristus som verdensdommer
- Claus Bergs altertavle